# Lyndon Station, Wisconsin
Lyndon Station là một làng thuộc quận Juneau, tiểu bang Wisconsin, Hoa Kỳ. Năm 2006, dân số của làng này là 458 người.